# GAZon NEXT
Der GAZon NEXT (russisch ГАЗон NEXT) ist ein Lastwagen des russischen Fahrzeugherstellers Gorkowski Awtomobilny Sawod. Das Modell wird seit 2014 gebaut und ist der Nachfolger des GAZ-3307. Unter der Bezeichnung Sadko NEXT existiert eine Variante des Fahrzeugs mit Allradantrieb, entsprechend ist dies der Nachfolger des GAZ-3308.

## Beschreibung

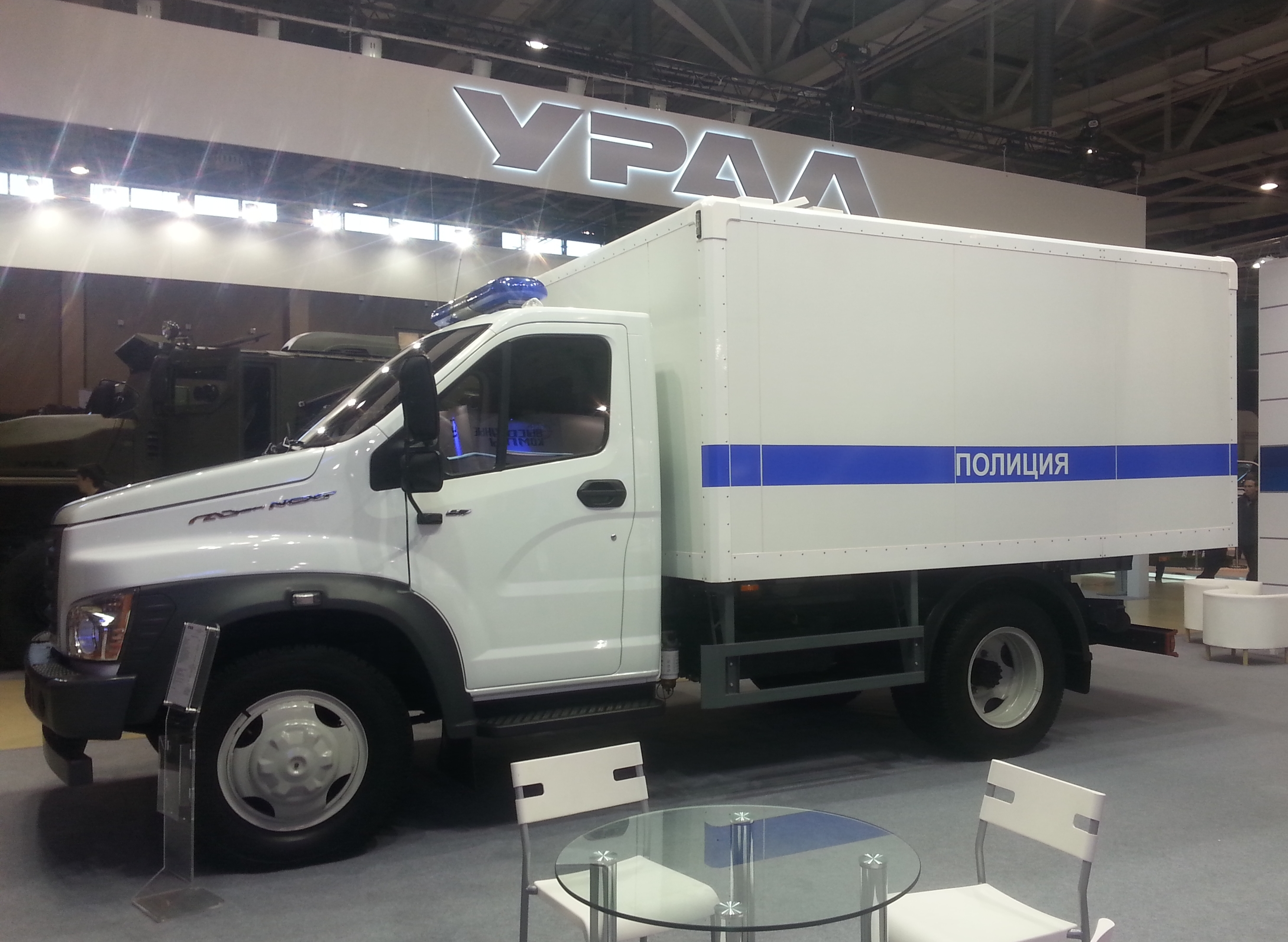
Polizeifahrzeug auf Basis des GAZon NEXT (2015)

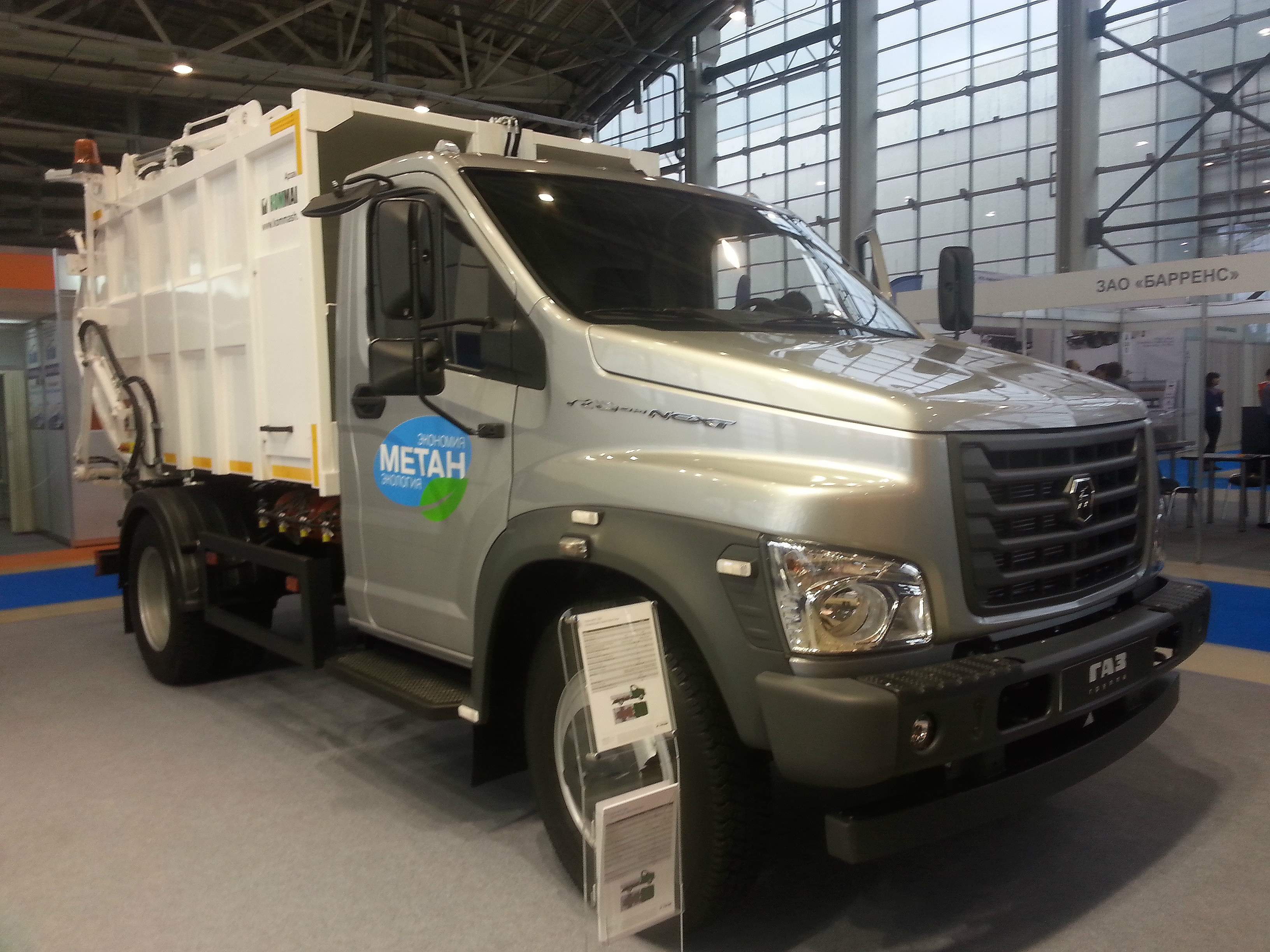
Müllwagen auf Basis eines GAZon NEXT (2015)

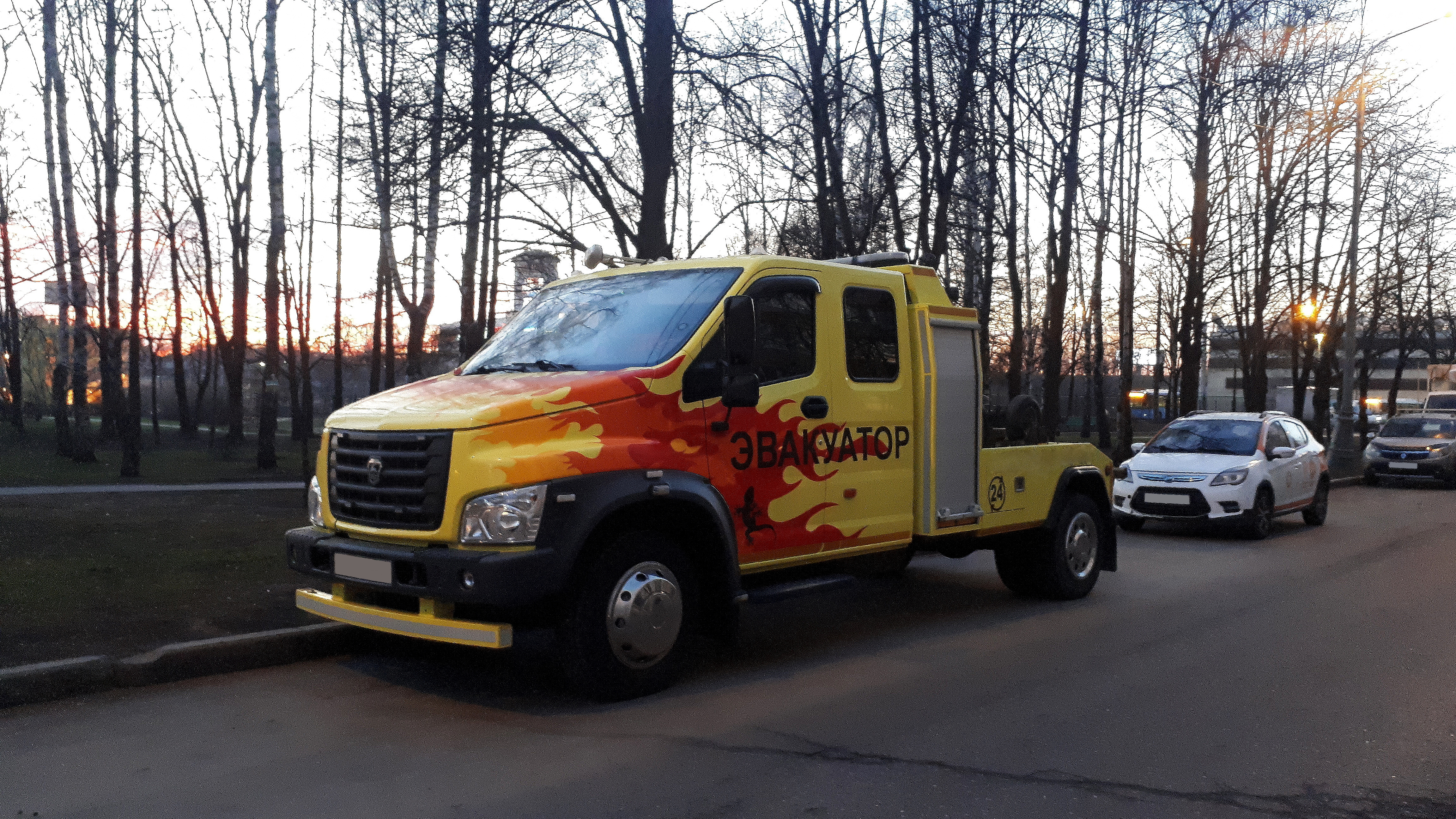
Abschleppfahrzeug auf Basis eines GAZon NEXT

Der GAZon NEXT ist ein leichter zweiachsiger Lastkraftwagen mit Hinterachsantrieb und 8,7 Tonnen zulässigem Gesamtgewicht. Bereits ab Werk wird er mit verschiedenen Aufbauvarianten angeboten. So werden Pritschenmodelle geliefert, aber auch Kühlfahrzeuge oder Spezialfahrzeuge für Behörden oder für den Winterdienst. Ebenso werden Müllwagen gebaut. Der verbaute Dieselmotor ist ein russisches Fabrikat von JaMZ mit etwa 110 kW Leistung und 4,43 Liter Hubraum. Das Fahrerhaus des GAZon NEXT ist das gleiche wie das des Kleintransporters GAZelle NEXT, die Frontpartie der Fahrzeuge unterscheidet sich jedoch.
Die Serienproduktion des GAZon NEXT startete bei GAZ in Nischni Nowgorod am 19. September 2014, die Investitionskosten für die neue Fertigungslinie betrugen mehr als 2,3 Milliarden Rubel. Unklar in dem Zusammenhang ist, ob gleichzeitig die Produktion des Vorgängers GAZ-3307 eingestellt wurde, allerdings wird dieses Fahrzeug nicht mehr angeboten.
Ende 2015 kostete ein GAZon NEXT in der Grundausstattung etwa 1,4 Millionen Rubel (zu diesem Zeitpunkt rund 20.000 €).

## Modellvarianten
Laut Herstellerangaben ist der GAZon NEXT in über 300 Modellvarianten lieferbar. Die nachfolgende Liste beschränkt sich auf die wichtigsten Grundvarianten.
- GAZ-С41R13-10 – Standardmodell mit Einfachkabine und kurzem Radstand von 3770 mm
- GAZ-С41R33-10 – Standardmodell mit Einfachkabine und langem Radstand von 4515 mm
- GAZ-ГАЗ-С41R33-10 – Als GAZon NEXT City bezeichnete Version. Das gesamte Fahrzeug liegt tiefer und hat eine tiefere Ladekante. Der Radstand beträgt 3770 mm.
- GAZ-С41R33-10 – GAZon NEXT City mit langem Radstand von 4515 mm
- GAZ-С42R33-10 – Standardmodell mit langem Radstand und Doppelkabine
- GAZ-С41R33-1010 – Standardmodell mit Plane, langer Radstand
- GAZ-С41R13-1010 – Standardmodell, jedoch mit einem Aufbau als Kühlfahrzeug, kurzer Radstand

## Technische Daten
Für das Basismodell mit kurzem Radstand und Pritsche.
- Motor: Reihen-Vierzylinder-Dieselmotor
- Motortyp: JaMZ-53441
- Leistung: 109,5 kW (149 PS)
- Hubraum: 4430 cm³
- Bohrung: 105 mm
- Hub: 128 mm
- Verdichtung: 17,5:1
- Maximales Drehmoment: 490 Nm
- Abgasnorm: EURO-IV
- Getriebe: mechanisch, 5 Vorwärtsgänge, 1. Gang unsynchronisiert
- Verbrauch: 18,0 l/100 km bei konstanten 80 km/h
- Höchstgeschwindigkeit: 110 km/h auf befestigten Straßen
- Bordspannung: 12 V
- Sitzplätze: 2+1
- Antriebsformel: 4×2

Abmessungen und Gewichte
- Länge: 6450 mm (7195 mm bei verlängertem Radstand)
- Breite: 2755 mm über Außenspiegel
- Höhe: 2335–2400 mm, je nach verbauter Felgengröße
- Radstand: 3770 mm (alternativ: 4515 mm)
- Höhe des Ladeflächenbodens über der Straße: 1300 mm
- Wendekreis: 16,4 m
- Bodenfreiheit: 253 mm
- Spurweite: 1740 mm
- Leergewicht: 3930 kg
- Zulässiges Gesamtgewicht: 8700 kg
- Zuladung: 4870 kg